# Carving

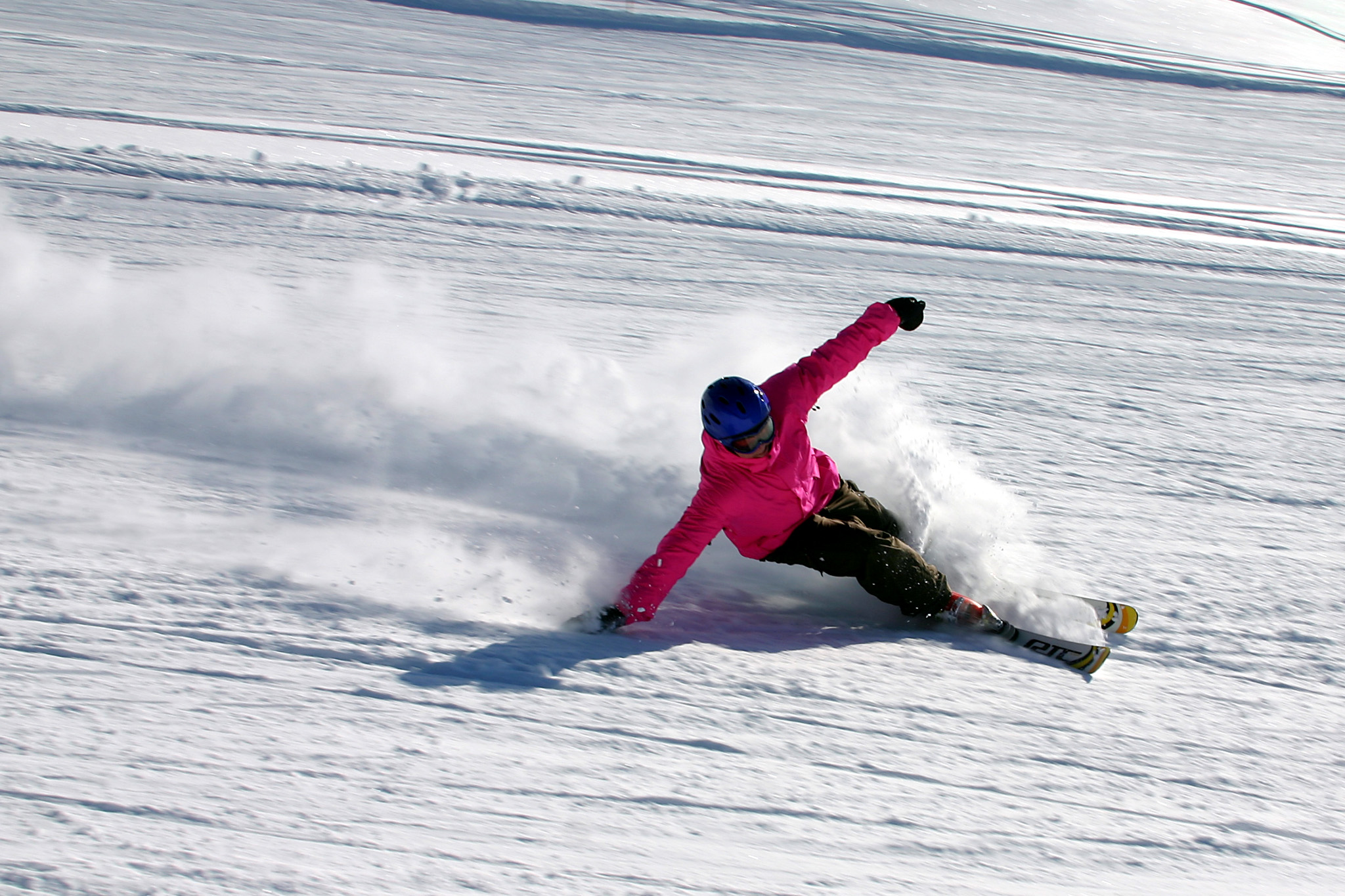
Lyžař provozující carving

Carving nebo také carvingové lyžování je druh sjezdového lyžování.

## Carvingový oblouk
Je obloukem řezaným, s minimem smyku, ideálně bez smyku. Při carvingovém oblouku jsou nohy od sebe alespoň na šíři ramen. Fáze zahájení oblouku je typická nakročením a zatížením vnitřní lyže s postupným vkloněním do oblouku a ve směru oblouku, aby zůstala v záběru špička lyže. Fáze vedení oblouku je již jízdou po hranách obou lyží, s tělem vkloněným do oblouku, pohledem ve směru oblouku a zachováním širšího postoje. Fáze výjezdu z oblouku je bez smyku, těžiště se krátce vrací nad lyže a plynule navazuje fáze zahájení dalšího oblouku. Nejlépe je začít na krátkých, hodně krojených lyžích. Ideální jsou snowblade s délkou 99 cm. Pánev se vkloní do oblouku, až se podaří postavit lyže na hrany. Carvingové lyže potom samy zatáčejí oblouk podle poloměru svého vykrojení. Těžiště by mělo být co nejvíce vpředu, aby špička lyže mohla zahájit oblouk a mělo by se jet po hranách obou lyží. Jeden oblouk navazuje na druhý. Hole jsou připraveny, není však nutné jimi píchnout před obloukem. Při novém oblouku ani jedna lyže neztrácí kontakt se sněhem. Čím více jsou lyže na hraně, tím prudší je zatáčka. Carvingový oblouk je nebrzdivý, naopak každým obloukem může lyžař ještě zrychlovat.
Z charakteristiky carvingového oblouku vyplývá zvýšená nutnost dbát na bezpečnost svou i okolních lyžařů. Hrozí ve zvýšené míře překřížení dráhy pohybu a střet s jiným lyžařem. Odpovídající helma by měla být samozřejmostí. Čím hlubší, uzavřenější oblouk a delší příčnou dráhu lyžař vykonává, tím více musí sledovat očima i polohou těla směr oblouku. Přetáčení trupu po směru svahu proti směru oblouku je v tomto případě velmi nebezpečnou chybou.

## Carvingové lyže
Mezi hlavní parametry patří poloměr vykrojení hran lyží – radius (R), udávaný v metrech. Velikost rádiusu určuje charakterové vlastnosti lyže. Platí, že čím menší R, tím více se projeví carvingový efekt. Dalším parametrem je délka, která se zhruba volí typově podle lyží a vyspělosti lyžaře. Platí, že v rámci uvedeného rozpětí vhodných délek jsou kratší délky vhodné pro pohodovější jízdu, lehčího lyžaře/ku, kratší oblouky, snadnější ovládání především při zahájení oblouku. Naopak delší lyže je vhodná pro agresivnější a rychlejší pojetí jízdy, těžšího lyžaře/ku, preferenci delšího oblouku, delší lyže je při jízdě také klidnější.

### Druhy lyží
U rozdělení je uvedeno nejčastější používání a rozsah poloměru R.
- Racecarver – volné sportovní lyžování v delších obloucích, R=15,5–22 m, délka −10 cm až +0 cm.
- Slalomcarver – sportovní lyžování především v krátkých obloucích, funcarving, při větší délce lyže náběh do univerzálna, R=10–13 m, délka − 25 cm až −10 cm
- Skicross – sportovní jízda ve středních až delších obloucích, mírně rozšířená lyže (šířka pod vázání cca 68–70 mm), vhodné i na rozbitější sjezdovku – R=14–17 m, délka − 15 cm až 0 cm
- Allrouncarver – široké spektrum použití, jízda rekreační až středně sportovní, především střední oblouk, R=13–17 m, délka − 15 cm až −5 cm
- Allmountain – sportovní jízda, vhodný i pro občasné výlety mimo sjezdovku, šířka lyže pod vázáním cca 72–78 mm, R=11–18 m, délka −15 cm až 0 cm
- Shortcarver – pro rychlou výuku začátečníků, funcarving, délka do 140 cm, R=7–9 m
- Freeride/Freestyle – speciální lyže určené především pro jízdu v prašanu mimo sjezdovky (freeride) nebo trikovou jízdu ve snowparcích (freestyle, slopestyle)

## Kategorie carvingu

### Funcarving
Jízda bez hůlek v zavřených obloucích s maximálním náklonem těla dovnitř oblouku.
Dřívější označení je také Freecarving, nebo Extremcarving. Speciálním druhem je Handcarving (dotyk sněhu rukou) a
Bodycarving (dotyk sněhu tělem).
Vhodné lyže – s rádiusem do cca 13 m, platí čím méně tím lépe (slalomky, shortcarver).

### Racecarving
Sportovní lyžování napodobující jízdu závodníků v obřím slalomu. Lyžování v delších a otevřenějších obloucích. Hranění vychází především z pánve.
Také Race slalom či Race GS.
Vhodné lyže – rádius nad 18 m (obřačky, racecarver).

### Allroundcarving
Lyžování většiny lyžařů s vkloněním celého těla. Oblouky především střední, lze i delší ev. kratší.
Vhodné lyže – rádius cca od 13 do 17 m (lyže kategorie allround, allmountain, skicross).

### Slalomcarving
Jízda v krátkých obloucích napodobující závodní slalom.
Vhodné lyže – rádius 10–13 m (slalomky).